# Mord von Ankara 1945
Der Mord von Ankara, türkisch Ankara cinayeti war ein im Jahr 1945 in Ankara begangener Mord, in den hochrangige Staatsfunktionäre verwickelt waren. Die juristische Aufarbeitung des Verbrechens zeigt symptomatisch die Erosion der Macht der bis dahin unumschränkt herrschenden Cumhuriyet Halk Partisi (CHP) durch die nach dem Zweiten Weltkrieg einsetzende Liberalisierung des öffentlichen Lebens.

## Politischer Hintergrund

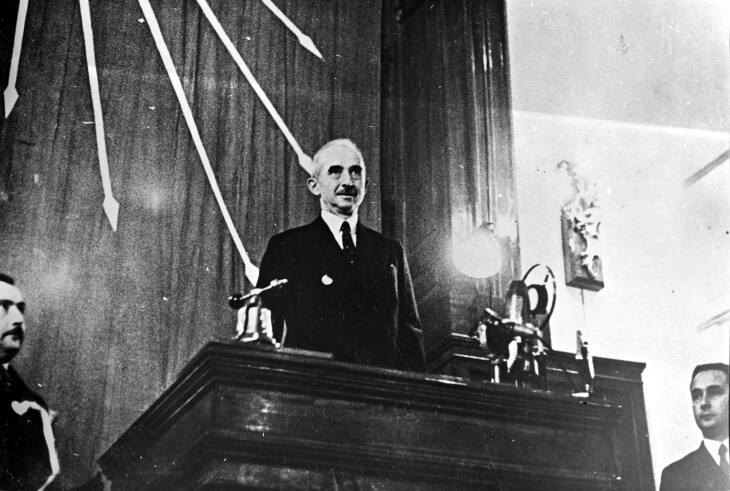
Ismet İnönü, der seinerzeitige türkische Staatspräsident, Parteiführer der damals allein zugelassenen Staatspartei CHP, deren Emblem im Hintergrund zu sehen ist

Die Vorgänge um die juristische Aufarbeitung des Verbrechens lassen sich ohne Berücksichtigung dieses etwa zum Zeitpunkt des Verbrechens einsetzenden dramatischen Wandels der Republik Türkei von einem Ein-Parteien-Regime der CHP zu einem mehr demokratischen und liberaleren Mehrparteiensystem nur schwer verstehen. Aus dem Befreiungskrieg war eine sich zunehmend verhärtende Herrschaft der CHP als allein zugelassener Partei hervorgegangen, die sich zu Beginn auf eine breite informelle Koalition aus Offizieren, Bürokraten, einer Intelligenz aus Anwälten, Journalisten und Lehrern einerseits und Geschäftsleuten, Händlern, Großgrundbesitzern und Provinzmagnaten andererseits stützte, die im Unabhängigkeitskrieg zum Widerstand gegen die Aufteilung Anatoliens nach dem Ersten Weltkrieg zueinandergefunden hatten. In diesem System waren Partei und Staat eng verschränkt, z. B. waren oft Provinzgouverneure auch die Vorsitzenden der regionalen Untergliederungen der Partei. Eine besondere autonome Rolle spielte das Militär. Zu Zeiten, in denen Fevzi Çakmak Chef des Generalstabs war (bis 1944), wurde der Verteidigungshaushalt im Generalstab erstellt und dann dem zuständigen Minister zur Durchführung mitgeteilt. Fevzi Çakmak wurde auch eine Schlüsselrolle bei der Bestimmung İsmet İnönüs als Nachfolger Mustafa Kemal Atatürks im Amt des Staats- und Parteichefs zugeschrieben. İnönü wurde zum Parteiführer auf Lebenszeit und zum millî şef („nationaler Führer“) proklamiert. Die Not in den 1930er Jahren durch die Weltwirtschaftskrise, die zusammen mit Missernten die Türkei schwer schädigte, führte zu staatlichen Eingriffen in die Wirtschaft und zum Aufbau eines staatswirtschaftlichen Sektors nach dem Vorbild der Sowjetunion. Die Finanznot des Staates in den Jahren des Zweiten Weltkrieges, in denen die Türkei lange neutral blieb, führte zu rabiaten wirtschaftlichen Eingriffen wie 1942 der Varlık Vergisi, durch die vor allem nicht-muslimische Geschäftsleute ruiniert wurden, und 1943 der Wiedereinführung des Zehnten (unter dem Namen Ayniyat Vergisi). Dadurch und zuletzt durch ein Bodenreformgesetz von 1945 zerbrach die gesellschaftliche Allianz von Staatsfunktionären und Intellektuellen einerseits und den Geschäftsleuten und Großgrundbesitzern anderseits, auf der die Dominanz der CHP bis dahin aufgebaut war. Die Opposition der letzteren sammelte sich schließlich in der 1946 gegründeten Demokratischen Partei DP. Ein grundsätzlicher ideologischer Bruch war damit aber nicht verbunden. Die Führer der DP waren zuvor bereits Mitglieder der CHP gewesen und hatten in dieser Eigenschaft auch höchste Staatsämter, wie Ministerämter und das Amt des Ministerpräsidenten, bekleidet. Begünstigt wurde die Liberalisierung durch eine veränderte außenpolitische Lage. Der Zusammenbruch der Achsenmächte mit ihren Einparteienregierungen in Deutschland und Italien, der bereits 1945 auf Druck der Alliierten zur Kriegserklärung der Türkei an Deutschland geführt hatte, und die politischen Forderungen der Sowjetunion, die auf Abtretung von Gebieten in Ostanatolien und auf Kontrollrechte an den Meerengen von Bosporus und Dardanellen gerichtet waren, führten zur außenpolitischen Anlehnung an die Westmächte, namentlich die Vereinigten Staaten, zur Unterschrift unter die Charta der Vereinten Nationen und schließlich mit der Zulassung politischer Parteien zur Aufgabe des Einparteiensystems. Nach der Niederlage der CHP in den Wahlen zur Nationalversammlung 1950 war auch die Herrschaft der CHP in der Türkei beendet.
Durch die lange Zeit im Zweiten Weltkrieg währende Neutralität der Türkei, die bis zu deren Kriegseintritt sowohl die Achsenmächte wie auch die Alliierten formell oder informell auf ihre Seite zu ziehen versuchten, war Ankara das Spielfeld von Spionen und Geheimagenten geworden, wie die Geschichte des unter dem Decknamen Cicero arbeitenden Elyesa Bazna zeigt. Auch das Kriegsende hatte, auch wegen der zunehmenden Bedrohung durch die politischen Forderungen der Sowjetunion nicht zu einem Ende dieses Zustands und eines durch Befürchtungen und Verdächtigungen vergifteten Klimas geführt.

## Die Tat
Am 16. Oktober 1945 erschoss Haşmet Orbay, der Sohn des Chefs des türkischen Generalstabs Kâzım Orbay, mit sieben Schüssen in Ankara den Internisten und Kinderarzt Neşet Naci Arzan in seiner Praxis an der Anafartalar Caddesi im Ankaraner Stadtviertel Samanpazarı, das südwestlich der Zitadelle von Ankara auf dem Areal der historischen Altstadt liegt. In der Nachbarschaft praktizierte, ebenfalls als Arzt, Fahri Ecevit, der Vater des Politikers und mehrmaligen Ministerpräsidenten Bülent Ecevit. Das Opfer war ein auch in Diplomatenkreisen bekannter Arzt und behandelte u. a. auch den damaligen Botschafter der Sowjetunion. Haşmet Orbay war Privatsekretär des seit 1929 amtierenden Gouverneurs der Provinz Ankara, Nevzat Tandoğan, der in Personalunion auch Bürgermeister von Ankara und Vorsitzender der Provinzorganisation der CHP war. Tandoğan hatte den Spitznamen „Demiryumruk“ (Eisenfaust) und galt als Protegé İsmet İnönüs, Sicherheits- und Ordnungsfanatiker und Verfechter eines rigorosen Modernismus, war aber auch berüchtigt für seine autoritäre und von Verachtung für die einfache, traditionell lebende Bevölkerung geprägte Amtsführung. Dieser ließ Reşit Mercan kommen, Haşmets Hausgenossen und Schulkameraden vom Robert College, und sagte ihm, er müsse das Verbrechen unbedingt auf sich nehmen, und stellte eine Amnestie in Aussicht. Mercan tat das Gewünschte und stellte sich am nächsten Tag der Polizei. Er gestand, das Verbrechen begangen zu haben. Die Waffe habe ihm Haşmet Orbay besorgt, was jener auch bestätigte.

## Der Verlauf des Strafprozesses

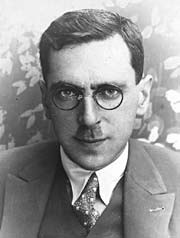
Der Ankaraner Gouverneur Abdullah Nevzat Bey [Tandoğan

Der Strafprozess vor dem Schwurgericht (türk.: Ağır Ceza Mahkemesi) in Ankara erstreckte sich über sechs Verhandlungstage bis zum 14. Oktober 1945. Eine Zeugenaussage des Journalisten Mekki Sait Esen hatte zum Inhalt, Haşmet Orbay habe durch das Versprechen eines Geldbetrags von 100.000 TL Reşit Mercan dazu bewegen wollte, die Tat auf sich zu nehmen, und dass nach der Festnahme Mercan ein Gespräch mit dem Gouverneur Tandoğan geführt habe. Mercan bestätigte das Gespräch, machte aber zum Inhalt keine weiteren Angaben. Schließlich folgte das Schwurgericht, ohne die Augenzeugen der Tat zu hören, die das Aussehen des Tatverdächtigen ganz abweichend von tatsächlichen Aussehen Reşit Mercans beschrieben, der ursprünglichen Einlassung Mercans, der gestand, die Tat begangen zu haben, weil er ein gewünschtes Attest nicht erhalten habe, und der Haşmet Orbays, der aussagte, ihm die Waffe beschafft zu haben. Es verurteilte Reşit Mercan wegen des Mordes zu 20 Jahren Zuchthaus (ağır hapis cezası) und Haşmet Orbay wegen Irreführung der Justiz und des Verschaffens der Waffe zu nur einem Jahr Freiheitsstrafe.
Die Presse, die von der inzwischen einsetzenden Liberalisierung Gebrauch machte, ließ aber, unzufrieden mit der mangelhaften Aufklärung, den Fall nicht ruhen. Der damalige Generalstaatsanwalt am Kassationshof (Yargıtay Başsavcısı) Fahrettin Karaoğlan war mit dem in seinen Augen zu milden Urteil unzufrieden und betrieb die Kassation des Urteils vor dem Yargıtay, der obersten Gerichtsinstanz. Im Rechtsmittelverfahren hob der Yargıtay, die oberste Instanz, das Urteil des Schwurgerichts Ankara wegen Widersprüchlichkeiten in der Begründung auf und verwies das Verfahren von Ankara an das Schwurgericht in Bolu. Die Verhandlung wurde von lebhaftem Interesse der Presse verfolgt. Das Gericht in Bolu hörte nun erstmals die Augenzeugen vom Ort der Tat an, die übereinstimmend Haşmet Orbay als den Mann identifizierten, den sie am Tatort gesehen hatten. Reşit Mercan gab an, der wahre Täter sei Haşmet Orbay gewesen, und er habe infolge der Drohungen des Gouverneurs die Schuld auf sich genommen. Der Gouverneur Nevzat Tandoğan wurde vorgeladen und kam in seiner Einvernahme durch die Fragen des Gerichts und der Anwälte unter Druck. Er, der 17 Jahre lang Gouverneur von Ankara, dessen Bürgermeister und Provinzparteichef der CHP gewesen war, war vor Gericht als Zeuge vorgeladen worden und erschien nach seiner Vernehmung in der öffentlichen Meinung als Beschuldigter. Die Presse beschuldigte ihn, vorsätzlich die Aufklärung hintertrieben zu haben, ja einen anderen genötigt zu haben, die Schuld auf sich zu nehmen.
Der Generalstaatsanwalt Karaoğlan, der vor dem Yargıtay die Kassation des ersten Gerichtsurteils vertreten hatte und so Tandoğans missliche Lage verursacht hatte, wurde am 16. Juni 1946 tot in seinem Automobil aufgefunden. Nevzat Tandoğan konnte die öffentliche Bloßstellung nicht ertragen und beging in der Nacht des 9. Juli 1946 durch einen Schuss in den Kopf Selbstmord. Von Andrew Mango wurde er als „frühes Opfer der Liberalisierung“ bezeichnet. Nicht ganz im Einklang mit der offiziellen Feststellung, Tandoğan habe Selbstmord begangen, stehen angebliche Umstände der Leichenauffindung. Danach hätte sich eine Schusswaffe etwa 3 m entfernt von der Leiche auf einem Heizkörper befunden. Danach trat am 30. Juli 1946 der Generalstabschef Kâzım Orbay von seinem Amt zurück.
Der Prozess in Bolu wurde derweil fortgesetzt. Orbay wurde schließlich wegen des Mordes zum Tode, Mercan wegen Beihilfe und Begünstigung zu 10 Jahren Zuchthaus verurteilt. Auch dieses Urteil wurde vom zuständigen Strafsenat des Yargıtay in 13 Punkten verworfen, weil die Gründe und Motive ungenügend aufgeklärt wurden und deswegen die Annahme vorsätzlichen Handelns insoweit einen Gesetzesverstoß darstelle. Auf die Beschwerde der Generalstaatsanwaltschaft gegen diese Entscheidung wurde dieser Ausspruch vom Großen Strafsenat des Yargıtay bestätigt. Das Gericht in Bolu verurteilte dann am 12. Juli 1948 Orbay zu 18 Jahren Freiheitsstrafe und Mercan zu 9 Jahren Freiheitsstrafe.
Die Motive des Verbrechens blieben aber weiterhin unaufgeklärt und bildeten den Gegenstand von Verschwörungstheorien. Das Opfer solle sowjetischer Spion gewesen sein, es sei um Geld gegangen oder auch Haşmet Orbay sei sowjetischer Spion gewesen. Es gingen Gerüchte in Ankara um, er sei von seinem Opfer Arzan bei einem Arztbesuch in der sowjetischen Botschaft dort im Gespräch mit dem sowjetischen Militärattaché gesehen worden, und habe befürchtet von ihm verraten zu werden.

## Weiterer Verlauf
Nach dem Wahlsieg der Demokrat Parti in der Parlamentswahl 1950 kamen die beiden Verurteilten Haşmet Orbay und Reşit Mercan aufgrund einer Amnestie anlässlich dieses Wahlsieges frei. Später behauptete Haşmet Orbay, er habe die Tat auf Veranlassung des damaligen türkischen Geheimdienstes Milli Emniyet Hizmeti Riyaseti ausgeführt.
Nach dem Sturz des Ministerpräsidenten Adnan Menderes und dem Ende seiner von der DP gestellten Regierung im Militärputsch von 1960 wurde der zurückgetretene Generalstabschef Orbay 1961 Senator und Präsident der Nationalversammlung.

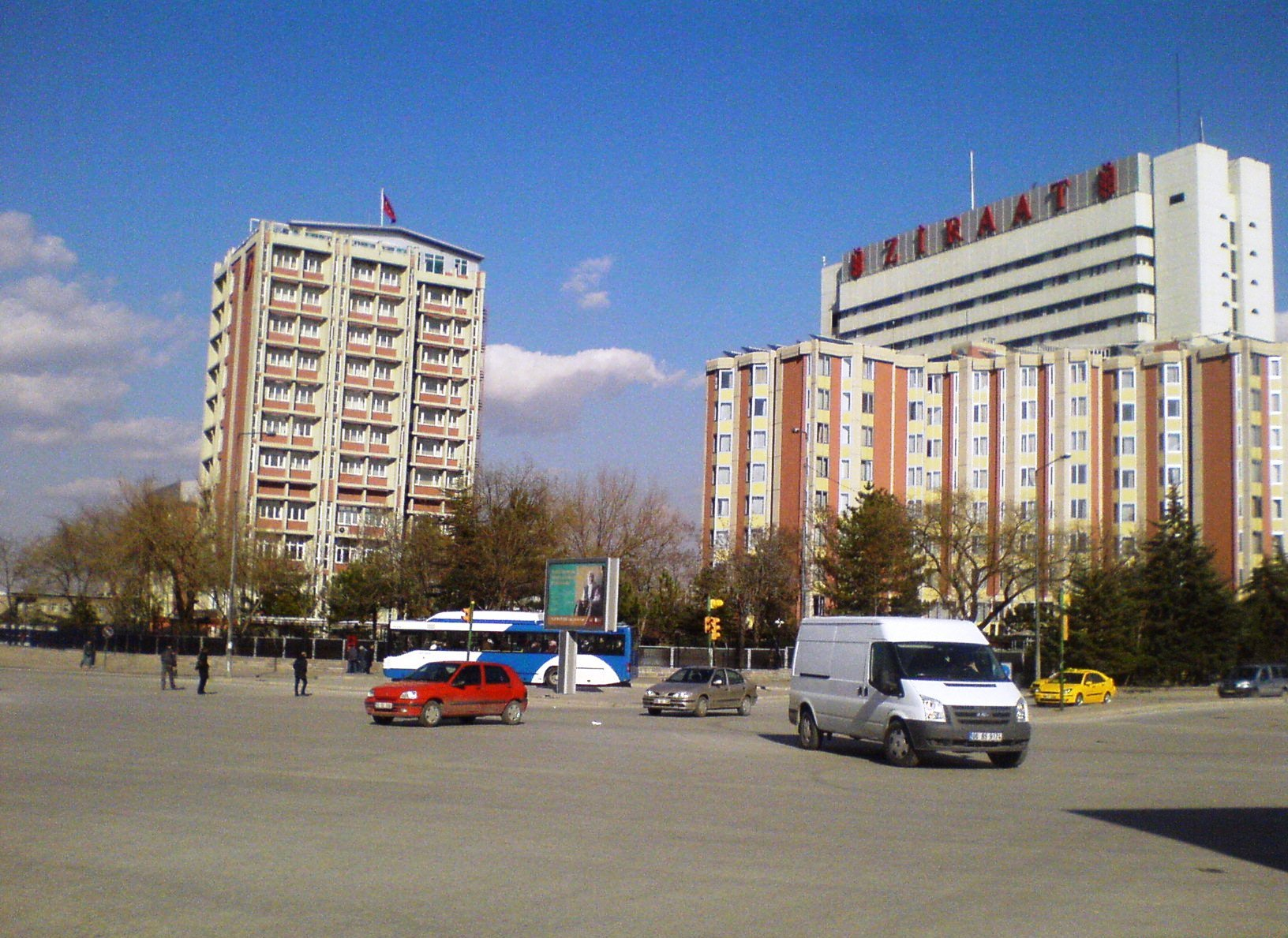
Der ehemalige Tandoğan Meydanı.

Nach Nevzat Tandoğan wurden ein Platz und eine Straße in Ankara benannt. Unter der Amtszeit von Melih Gökçek wurde 2015 der Tandoğan-Platz (Tandoğan Meydanı) in Anadolu Meydanı, und 2018 in der kurzzeitigen Amtszeit von Mustafa Tuna die Nevzat Tandoğan Caddesi in Zeytin Dalı Caddesi (Olivenzweigstraße, nach der Operation Olivenzweig) umbenannt. Dabei wurde in der Presse erneut an die Bluttat erinnert.

## Trivia
Der frühere Abgeordnete von Çorum, İhsan Tombuş, verarbeitete das Geschehen in einer tatsachenbasierten, romanhaften Darstellung unter dem Titel Ankara Cinayeti (İhsan Tombuş: Ankara Cinayeti. Bilgi Yayınevi, İstanbul 2017, ISBN 9789752200630). 2006 wurde dieses Buch unter gleichem Titel u. a. unter Mitwirkung der Schauspieler Tarık Akan und Zuhal Olcay verfilmt: Auch Agatha Christie soll sich für die Tat interessiert haben.